# Ammurapi
Ammurapi (XIII secolo a.C. – XII secolo a.C.) è stato un sovrano siriaco.
Fu l'ultimo sovrano dell'età del Bronzo e re dell'antica città siriaca di Ugarit, dal 1215 circa al 1180 a.C., succedendo a Niqmaddu III. Ammurapi fu coevo del re ittita Šuppiluliuma II. Scrisse una vivida lettera (RS 18.147) in risposta a una richiesta di assistenza da parte del re di Alashiya che è stata conservata. In essa viene descritta la drammatica situazione di Ugarit mentre era sotto attacco da parte dei Popoli del Mare.
Ammurapi scriveva:
(Ammurapi)
Ugarit sarebbe stato uno dei tanti stati del Vicino Oriente antico distrutti o abbandonati durante l'età del Bronzo.